# Jozef Wauters
Joseph (Jozef) Joannes Maria Gommarus Wauters (Temse, 18 januari 1855 – aldaar, 27 juli 1919) was een Belgische politicus voor de Katholieke Partij.

## Biografie
Jozef Wauters was de zoon van August Wauters en de kleinzoon van Jozef Braeckman, beide voormalige burgemeesters van Temse.
Hij werd in april 1905 benoemd tot burgemeester van Temse. Hij bleef dit tot zijn overlijden in 1919. Hij was ook lid van de Oost-Vlaamse provincieraad.